# 亞歷山德魯伊萬庫扎大學

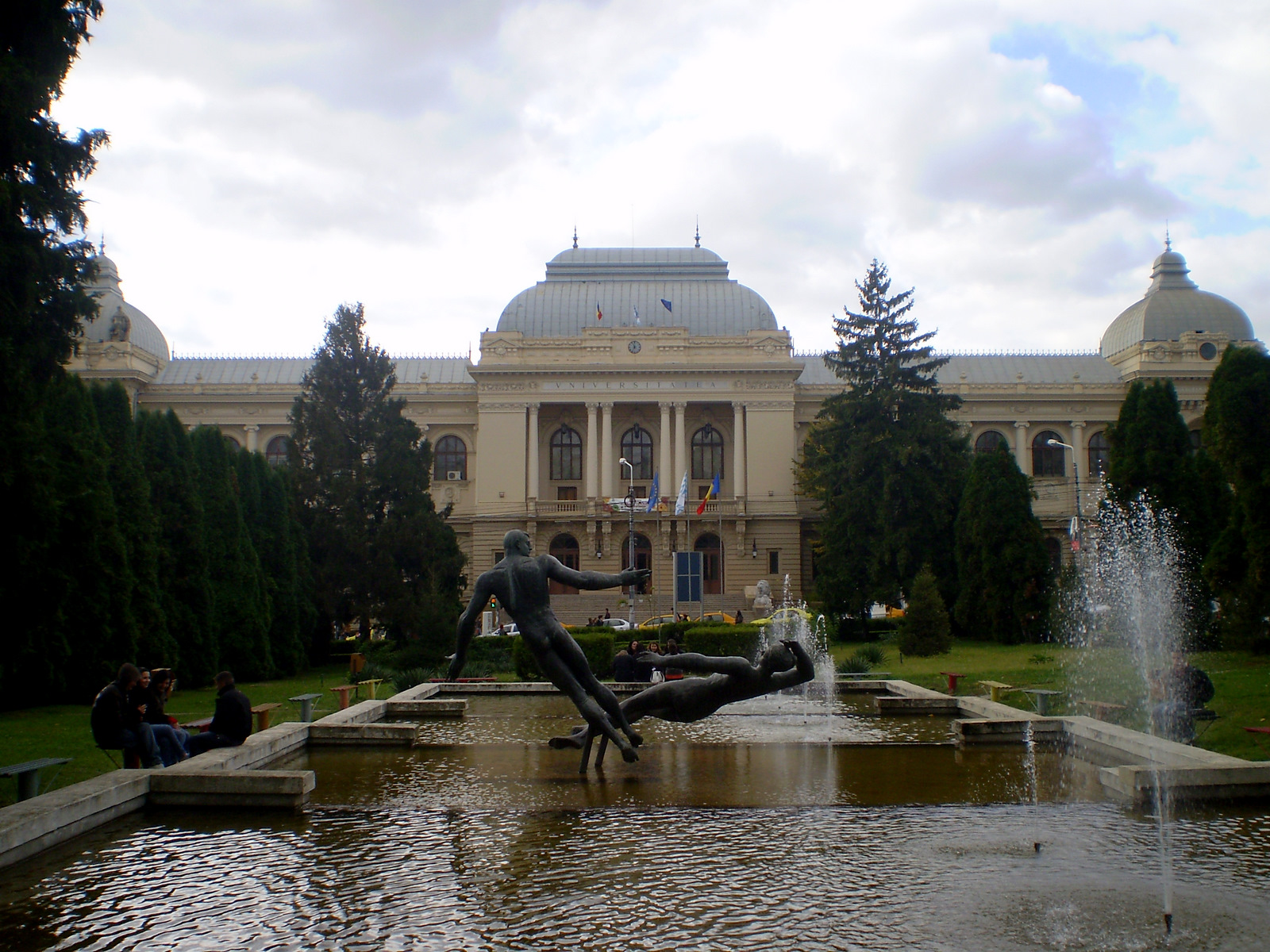
校園一景

亞歷山德魯伊萬庫扎大學（羅馬尼亞語：Universitatea "Alexandru Ioan Cuza"）是一所位於羅馬尼亞雅西的公立大學，是羅馬尼亞最古老的大學，成立於1860年，創建人是亞歷山德魯·伊萬·庫扎。
其研究水平在國內排在前列，2015年QS世界大學排名將其排在前800位。

## 知名校友
- 克里斯蒂安·蒙久，電影導演
- 米哈伊·勒兹万·温古雷亚努，政治家，曾經擔任羅馬尼亞總理、外交部長

## 外部連結
- "Al. I. Cuza" University of Iaşi Website（页面存档备份，存于）

47°10′27″N 27°34′18″E / 47.174231°N 27.571691°E